# Sonam Kapoor
Sonam Kapoor (Bombay, 9 juni 1985) is een Indiaas actrice die voornamelijk in Hindi films speelt.

## Biografie
Kapoor begon naar filmcarrière als assistent regie voor de film Black, haar debuut als actrice maakte ze met Saawariya. Na een reeks van onsuccesvolle films gaf Raanjhanaa een positieve wending aan haar carrière. Ze was in een ondersteunde rol te zien in de hits Bhaag Milkha Bhaag en Sanju, als hoofdrolspeelster in Prem Ratan Dhan Payo en Neerja. Kapoor zet haar eigen in voor bewustwording en voorlichting over borstkanker en LHBT. Zelf speelde ze een lesbisch personage in Ek Ladki Ko Dekha Toh Aisa Laga die moeite had uit de kast te komen tegenover haar conservatieve familie. In dezelfde film is haar echte vader Anil Kapoor ook te zien, in de rol van haar vader. Haar broertje is acteur Harshvardhan Kapoor.

## Filmografie
| Jaar | Film                            | Rol                       | Opmerking                    |
| ---- | ------------------------------- | ------------------------- | ---------------------------- |
| 2005 | Black                           |                           | regie assistent              |
| 2007 | Saawariya                       | Sakina                    |                              |
| 2009 | Delhi-6                         | Bittu Sharma              |                              |
| 2010 | I Hate Luv Storys               | Simran                    |                              |
| 2010 | Aisha                           | Aisha Kapoor              |                              |
| 2011 | Thank You                       | Sanjana Malhotra          |                              |
| 2011 | Mausam                          | Aayat Rasool              |                              |
| 2012 | Players                         | Naina Braganza            |                              |
| 2013 | Bombay Talkies                  |                           | nummer "Apna Bombay Talkies" |
| 2013 | Raanjhanaa                      | Zoya Haider               |                              |
| 2013 | Bhaag Milkha Bhaag              | Biro                      |                              |
| 2014 | Bewakoofiyaan                   | Mayera Sehgal             |                              |
| 2014 | Khoobsurat                      | Dr. Mrinalini Chakravarty |                              |
| 2015 | Dolly Ki Doli                   | Dolly                     |                              |
| 2015 | Prem Ratan Dhan Payo            | Rajkumari Maithili Devi   |                              |
| 2016 | Neerja                          | Neerja Bhanot             |                              |
| 2018 | Pad Man                         | Pari Walia                |                              |
| 2018 | Veere Di Wedding                | Avni Sharma               |                              |
| 2018 | Sanju                           | Ruby                      |                              |
| 2019 | Ek Ladki Ko Dekha Toh Aisa Laga | Sweety Chaudhary          |                              |
| 2019 | The Zoya Factor                 | Zoya Singh Solanki        |                              |
| 2020 | AK vs AK                        | haarzelf                  |                              |
| 2023 | Blind                           | Gia Singh                 |                              |